# 浅棕条鳅
浅棕条鳅（学名：Nemacheilus subfuscus）为輻鰭魚綱鯉形目條鳅科条鳅属的鱼类。分布于印度的阿萨姆以及雅鲁藏布江及其下游和布拉马变普特拉河的支流中等，常生活于流水河段的石砾缝隙和岸边，體長可達7.4公分。该物种的模式产地在阿萨姆。

## 扩展阅读
維基物種上的相關：浅棕条鳅